# Formariz (Portugal)
Formariz ist ein Ort und eine ehemalige Gemeinde (Freguesia) im nordportugiesischen Kreis Paredes de Coura. Die Gemeinde hatte 573 Einwohner (Stand 30. Juni 2011).
Am 29. September 2013 wurden die Gemeinden Formariz und Ferreira zur neuen Gemeinde União das Freguesias de Formariz e Ferreira zusammengeschlossen. Formariz ist Sitz dieser neu gebildeten Gemeinde.